# Karin Roten
Karin Roten (* 27. Januar 1976 in Leukerbad, Kanton Wallis) ist eine ehemalige Schweizer Skirennläuferin. Sie war auf die Disziplinen Riesenslalom und Slalom spezialisiert. Von 1993 bis 2001 war sie Mitglied des A-Kaders und der Nationalmannschaft. Sie gewann zwei Weltcuprennen und drei Medaillen bei Weltmeisterschaften.

## Biografie
Nach Einsätzen bei FIS-Rennen und im Europacup wurde Roten einer breiteren Öffentlichkeit bekannt, als sie bei den Juniorenweltmeisterschaften 1993 in Montecampione die Goldmedaille im Riesenslalom gewann. Als Juniorenweltmeisterin war sie beim Weltcupfinal in Åre startberechtigt, wo sie mit Platz 16 die Weltcuppunkte um nur einen Rang verpasste. Solche holte sie erstmals am 11. Dezember 1993 mit Platz 15 im Riesenslalom von Veysonnaz. Bei den Olympischen Winterspielen 1994 in Lillehammer fuhr sie im Riesenslalom auf Platz 16, bei den Juniorenweltmeisterschaften 1994 in Lake Placid gewann sie in derselben Disziplin die Silbermedaille. Im Winter 1994/95 fuhr sie im Weltcup zweimal unter die besten zehn. Bei den Juniorenweltmeisterschaften 1995 in Voss kamen zwei weitere Medaillengewinne hinzu, Gold im Riesenslalom und Silber im Slalom.
Den endgültigen Durchbruch an die Weltspitze schaffte Roten in der Saison 1995/96. Nach zwei vierten und einem fünften Platz zu Beginn des Winters stand sie am 29. Dezember 1995 als Zweite des Slaloms von Semmering erstmals auf einem Weltcuppodest. Einen Monat später kam im Slalom von Saint-Gervais-les-Bains ein weiterer zweiter Platz hinzu. Ebenfalls Zweite wurde sie im Riesenslalom der Weltmeisterschaften 1996 in der Sierra Nevada. Zum Saisonabschluss feierte sie am 10. März 1996 beim Slalom von Hafjell ihren ersten Weltcupsieg. In der Weltcupsaison 1996/97 klassierte sich Roten fünfmal unter den besten fünf, wobei ihr am 15. März 1997 mit Platz drei in Vail der einzige Weltcup-Podestplatz ihrer Karriere in der Disziplin Riesenslalom gelang. Bei den Weltmeisterschaften 1997 in Sestriere gewann sie zwei Medaillen, Silber im Riesenslalom und Bronze im Slalom. Ihre Bilanz der Saison 1997/98 war durchzogen. Im Weltcup klassierte sie sich sechsmal unter den besten zehn, ein Podestplatz blieb jedoch aus. Enttäuschend verliefen die Olympischen Winterspiele 1998 in Nagano, wo sie im Riesenslalom 16. wurde und im zweiten Lauf des Slaloms ausschied.
Der erste Teil der Saison 1998/99 verlief für Roten wieder ansprechend, mit einem Sieg am 20. Dezember 1998 im Slalom von Hafjell und einem zweiten Platz acht Tage später im Slalom von Semmering. Doch daraufhin schlitterte sie in eine Krise und fühlte sich sowohl psychisch als auch physisch angeschlagen, wobei ihr vor allem Infektionsanfälligkeit und Untergewicht zu schaffen machten. Roten lernte den Radrennfahrer Armin Meier kennen und heiratete ihn. Da sie schwanger geworden war, liess sie die gesamte Saison 1999/2000 aus. Im Oktober 2000 gab sie ihr Comeback. Sie versuchte, Sportkarriere und Mutterschaft in Einklang zu bringen, kam jedoch bald zum Schluss, dass dies nicht möglich sei. Kurz nach der Saison 2000/01 verkündete sie das Ende ihrer Sportkarriere.
Nach ihrem Rücktritt wurde Roten ein zweites Mal Mutter und war in der Kosmetikbranche mit einer eigenen Produktelinie tätig. Ab Dezember 2004 arbeitete sie beim Fernsehsender SF DRS als Co-Kommentatorin der Frauenskirennen. Nach acht Jahren Ehe lebt sie seit Mitte 2007 von Armin Meier getrennt. Im Mai 2008 gab das Schweizer Fernsehen bekannt, dass der Vertrag mit Roten nicht verlängert wird. Im November 2009 wandte sie sich an die Öffentlichkeit und berichtete, dass sie nach der Trennung von ihrem Ehemann und der Entlassung als Co-Kommentatorin unter schweren Depressionen gelitten habe.

## Erfolge

### Olympische Spiele
- Lillehammer 1994: 16. Riesenslalom
- Nagano 1998: 16. Riesenslalom

### Weltmeisterschaften
- Sierra Nevada 1996: 2. Riesenslalom
- Sestriere 1997: 2. Riesenslalom, 3. Slalom
- Vail/Beaver Creek 1999: 11. Slalom, 19. Riesenslalom
- St. Anton 2001: 15. Slalom

### Weltcupsiege
- 6 Podestplätze, davon 2 Siege:

| Datum             | Ort       | Land     | Disziplin |
| ----------------- | --------- | -------- | --------- |
| 10. März 1996     | Hafjell   | Norwegen | Slalom    |
| 20. Dezember 1998 | Veysonnaz | Schweiz  | Slalom    |

### Weltcupwertungen
| Saison  | Gesamt | Gesamt | Riesenslalom | Riesenslalom | Slalom | Slalom |
| Saison  | Platz  | Punkte | Platz        | Punkte       | Platz  | Punkte |
| ------- | ------ | ------ | ------------ | ------------ | ------ | ------ |
| 1993/94 | 102.   | 16     | 42.          | 16           | –      | –      |
| 1994/95 | 64.    | 83     | 26.          | 75           | 51.    | 8      |
| 1995/96 | 12.    | 585    | 8.           | 214          | 6.     | 351    |
| 1996/97 | 14.    | 407    | 4.           | 258          | 12.    | 149    |
| 1997/98 | 18.    | 375    | 14.          | 140          | 11.    | 203    |
| 1998/99 | 21.    | 386    | 15.          | 144          | 8.     | 242    |
| 2000/01 | 86.    | 38     | 53.          | 4            | 33.    | 34     |

### Europacup
- Saison 1993/94: 5. Riesenslalomwertung
- Saison 1994/95: 5. Riesenslalomwertung
- 3 Podestplätze, davon 1 Sieg:

| Datum           | Ort     | Land      | Disziplin    |
| --------------- | ------- | --------- | ------------ |
| 11. Januar 1995 | Maribor | Slowenien | Riesenslalom |

### Juniorenweltmeisterschaften
- Montecampione 1993: 1. Riesenslalom, 60. Slalom
- Lake Placid 1994: 2. Riesenslalom, 14. Super-G
- Voss 1995: 1. Riesenslalom, 2. Slalom, 30. Abfahrt

### Weitere Erfolge
- 4 Schweizer Meistertitel: Riesenslalom 1996 und 1997, Slalom 1996 und 1998
- 4 Siege in FIS-Rennen